# Journal of Biochemistry
Das Journal of Biochemistry, abgekürzt J. Biochem., ist eine wissenschaftliche Zeitschrift, die vom Oxford University-Verlag im Auftrag der Japanese Biochemical Society veröffentlicht wird. Die erste Ausgabe erschien im Januar 1922. Derzeit erscheint die Zeitschrift monatlich. Es werden Artikel veröffentlicht, die sich mit der Biochemie, Molekularbiologie und Biotechnologie beschäftigen.
Der Impact Factor lag im Jahr 2019 bei 2,476. Nach der Statistik des ISI Web of Knowledge wird das Journal mit diesem Impact Factor in der Kategorie Biochemie und Molekularbiologie an 196. Stelle von 297 Zeitschriften geführt.
Chefredakteur ist Kenji Kadomatsu, Universität Nagoya, Japan.